# Maria Dietz
Pour les articles homonymes, voir Dietz.
Maria Dietz, née Hilgers le 7 février 1894 à Düsseldorf et morte le 12 avril 1980 à Mayence, est une femme politique ouest-allemande de l'Union chrétienne-démocrate d'Allemagne (CDU).

## Carrière
Dietz est enseignante jusqu'en 1922, puis elle s'engage jusqu'en 1933 au sein du Mouvement des femmes catholiques et du Mouvement des mères et éducatrices pour la paix mondiale.
Après la fin de la Seconde Guerre mondiale, elle milite pour la fondation d'un parti chrétien et devient cofondatrice du Parti populaire chrétien-social (Christlich-Soziale Volkspartei) à Rheinhessen, un précurseur de l'Union chrétienne-démocrate d'Allemagne. Elle devient ensuite membre de la Commission régionale des femmes à Mayence. Du 7 septembre 1949 au 6 octobre 1957, elle siège aux 1re et 2e législatures du Bundestag, en tant qu'élue de la liste régionale de Rhénanie-du-Nord-Westphalie.
Jusqu'au milieu des années 1960, elle enseigne le français au Theresianum, un Gymnasium catholique sous l'autorité des missionnaires de Saint-Jean-le-Baptiste (de).